# 竹澤汀
竹澤 汀（たけざわ みぎわ、1991年6月19日 - ）は、日本のシンガーソングライター。神奈川県横浜市出身。
2010年から2017年までシンガーソングライターで結成されたユニットGoose houseのメンバーとしても活動していた。2019年よりCinématographeのメンバー（歌と作詞を担当）としての活動も開始。

## 来歴
中学時代は吹奏楽部に所属し、主にパーカッションを担当していた。高校時代は軽音部に所属、ボーカルとギターを始め、3年生の時より弾き語りをはじめとする都内や横浜のライブハウスに出演するなど本格的な音楽活動を開始。
2010年10月、普段はそれぞれがシンガーソングライターとして活動する歌手で結成されたユニット「Goose house（旧・PlayYou.House）」に、第2期メンバーとしてたらりらんの中村千尋と共に加入、ソロ活動との並行でGoose houseとしての活動を開始。
2012年6月17日、ソロ名義では初のミニアルバム『点と点のあいだ』を、サウンドプロデューサーに山口洋輔を迎え、ストロボレコードより全国リリース。
2016年2月17日、2ndミニアルバム『身から出た唄』をリリースした。11月にソロ活動に専念するために「Goose house」を脱退することが発表された。
2017年2月12日、東京国際フォーラム ホールAで開催された『Goose house Live Tour 2017〜はじまり、はじまりツアー〜』最終公演および同月2月22日に発売されたアルバム『Goose house Phrase #15 HEPTAGON』をもって、Goose houseを脱退。
2019年2月にm.s.tとのコラボプロジェクト「Cinématographe」の結成を発表し、10月より本格始動。

## ライブ
Goose houseとしてのライブはこちらを参照

## ディスコグラフィ
Goose houseとしての活動はGoose houseの項を参照。

### ミニアルバム
| 枚  | リリース日     | タイトル       | 規格   | 規格品番 |
| --- | -------------- | -------------- | ------ | -------- |
| 1st | 2012年6月17日  | 点と点のあいだ | 12cmCD | SRCD-005 |
| 2nd | 2016年2月17日  | 身から出た唄   | 12cmCD | GHTM-001 |
| 3rd | 2017年12月15日 | (p)review      | 12cmCD | SRCD-025 |

### 配信限定シングル
| 数  | リリース日    | タイトル     | フォーマット           |
| --- | ------------- | ------------ | ---------------------- |
| 1st | 2013年8月9日  | 海の見える街 | デジタル・ダウンロード |
| 2nd | 2013年8月9日  | アジサイと猫 | デジタル・ダウンロード |
| 3rd | 2013年8月28日 | パドリング   | デジタル・ダウンロード |
| 4th | 2019年3月31日 | yesterdays   | デジタル・ダウンロード |

### 参加作品
| リリース日    | タイトル                             | 収録曲        | レーベル         |
| ------------- | ------------------------------------ | ------------- | ---------------- |
| 2012年7月12日 | 鉄コンピ 金の卵編                    | 7. 寒い日の唄 | ストロボレコード |
| 2016年7月6日  | 恋愛小説と、通過列車と、1gのため息。 | 5. ずるいよ!  | Goose house      |

## 書籍
- 『猫のプシュケ』文:Goose house/竹澤汀、絵:もずねこ（発売元:TOブックス、2013年6月25日発売）ISBN 978-4864721493
Goose houseの同名のオリジナル曲を絵本化したもの。

## タイアップ
| 楽曲         | タイアップ                                         | 初収録作                     |
| ------------ | -------------------------------------------------- | ---------------------------- |
| 海の見える街 | ビデオプランニング配給映画『江ノ島プリズム』挿入歌 | 配信シングル「海の見える街」 |
| I like       | AS KNOW AS「as you like! 竹澤汀篇」CMソング        | アルバム『身から出た唄』     |
| yesterdays   | BSスカパー! ドラマ『I"s』オープニングテーマ        | 配信シングル「yesterday」    |
| drama        | ROSOKU MINAI ブランドWEB限定ムービー 使用曲。      | 未定                         |

## 出演
Goose houseとしての出演は、Goose houseの項を参照。

### CM
- AS KNOW AS（2014年）

### 実写ドラマ
- I"s（2019年） - 最終話「夢をつかむ」のラジオ番組パーソナリティー役[11]